# Festival de cinéma Arsenāls
Arsenāls est un festival cinématographique international letton fondé en 1986 et arrêté en mars 2012 par manque de financement. Il était organisé par l'Union cinématographique de Lettonie (en letton : Latvijas Kinematogrāfistu savienība (LKS)) en collaboration avec le Ministère de la culture de Lettonie et la municipalité de Riga. Ses principes et traditions ont été repris par le festival FF Riga instauré en 2012.
L'initiative du festival provient du réalisateur documentariste Augusts Sukuts qui, en 2010, a relaté l'histoire de son organisation dans un livre. Le logotype du festival fut élaboré par l'artiste Gunārs Lūsis.
On attribuait les récompenses dans plusieurs catégories :
- Le Grand Prix
- Diplôme du concours
- Meilleur documentaire
- Meilleur film d'animation
- Meilleur film de fiction
- Meilleur film balte
- Prix du jury international